# Lagrange-Preis für Stetige Optimierung
Der Lagrange-Preis für Stetige Optimierung (englisch Lagrange Prize in Continuous Optimization), benannt nach Joseph-Louis Lagrange, ist eine gemeinsam von der Society for Industrial and Applied Mathematics (SIAM) und der Mathematical Optimization Society (MOS) verliehene Auszeichnung auf dem Gebiet der mathematischen Optimierung. Dieser internationale Preis wird alle drei Jahre vergeben; die erste Preisverleihung fand 2003 statt. Das Preisgeld beträgt 1.500 Euro.

## Preisträger
- 2003 Adrian S. Lewis
- 2006 Roger Fletcher, Sven Leyffer und Philippe Toint
- 2009 Jean B. Lasserre
- 2012 Emmanuel Candès und Benjamin Recht
- 2015 Andrew R. Conn, Katya Scheinberg und Luís Nunes Vicente
- 2018 Francis Bach, Nicolas Le Roux und Mark Schmidt
- 2021 Léon Bottou, Frank E. Curtis, Jorge Nocedal
- 2024 Jérôme Bolte, Edouard Pauwels